# Синеозёрное
Синеозёрное — упразднённое село в Немецком национальном районе Алтайского края. Ликвидировано в 1971 г., население переселено в село Орлово.

## География
Село располагалось в 4 км к северо-востоку от села Орлово.

## История
Основано в 1908 году переселенцами из Причерноморья. До 1917 года меннонитское село Орловской волости Барнаульского уезда Томской губернии. Меннонитская община Орлово-Шензее. С 1920 в составе Орловского сельсовета. В 1931 г. организован колхоз «Ясная поляна». В 1950 году после слияние колхозов — отделение колхоза им. Ленина. В 1971 г. в связи с ликвидацией неперспективных сел жителей села переселяют в Орлово.

## Население[1]
| год     | 1911 | 1926 | 1940 |
| ------- | ---- | ---- | ---- |
| человек | 123  | 174  | 161  |